# Облога Теллічеррі
Облога Теллічеррі є складовою другої англо-майсурської війни, відбувалася протягом грудня 1779 — січня 1782 років біля міста Телічеррі (Північний Малабар). Командувач майсурської провінції Калікут сардар Алі оточив британські військові сили в Телічеррі, блокування відбувалося з суші і моря.

## Передуючі обставини
Телічеррі було збудовано задля створення укріпленої прибережної гавані та центру одного з володінь Британської Ост-Індської компанії. Британці отримали цю територію 1705 року від раджі Північного Малабару Колатгірі.
Правитель Майсуру Гайдар Алі не мав жодних підстав відчувати якусь приязнь до британців, на час облоги Телічеррі вже мав із ними військові сутички. Він ставив перед собою мету витиснути британців із всієї південної Індії.
Малабар знаходився під британською владою з 1774 року, європейці постачали зброю заколотникам проти Гайдара Алі. В Телічеррі знаходилася важлива британська військово-морська база на південно-західному узбережжі Індії. У випадку завоювання силами Гайдара Алі Телічеррі становище британців значно б погіршилося, особливо морських сил.

## Перебіг бойових дій
Облога тривала доти, коли майор Абінгтон із загоном атакували майсурські сили, привізши із Бомбея гармати і відкинули війська облоги. Перекидання на південь сил Абінгтона призвело до захоплення британцями Калікута, облога Телічеррі спричинила втрату завоювань майсурських сил, якими керував Гайдар Алі, здобутих під час першого англо-майсурського конфлікту. Вони не були відновлені і після походу Тіпу Султана, який зміг значно потіснити британські сили. Задля блокування постачання озброєння бунтівним раджам Малабару та зменшення британського впливу Гайда Алі вирішує ліквідувати військово-морську базу в Телічеррі. Після того він наказує почати облогу своєму васалу, раджі Рамі Вармі Чіраккальському. Раджа Варма приступив до виконання завдання із великими силами, у виконанні йому завадив британський союзник Пазгассі Рая, раджа Кожікоде — його сили відрізали комунікацію з тилами раджі Варми, чим примусили його відступити від облоги.
1779 року армія Чіраккалу чисельністю в 4000 за підтримки 2500-го Майсурського контингенту перемагає армію Коттаяму та вторгається на територію союзного британцям князівства Кадатханаду та ставлять маріонеткового раджу до влади, який відрядив 2000 вояків до війська Майсуру.
Того ж року починається ще одна облога Теллічеррі, британці посилають на підмогу 1000 вояків та закуплену провізію для осадженого форту. Після посилення облоги британці надсилають осадженим артилерійську підтримку. На початку облоги в Теллічеррі перебували 2 британські батальйони, згодом посилені підрозділами раджі Пазгассі та 4 британськими батальйонами й артилерією. Британські сили з союзниками відбили кілька нападів на форт до 1782 року. Раджа Пазгассі пропонує план, який британці задумали втілити — пропонувалося здійснити рейд, який би розділив на 2 частини сили осадників та завдати удару в тили противнику.
В лютому 1782 року союзні сили почали здійснення плану і вдарили у тили обложникам, це викликало великі жертви та сум'яття, осадні сили були розділені навпіл. Сили Майсуру у сум'ятті відступають, чимало військовиків потрапило до полону. Після того почалися підбурені британськими силами проти Майсуру виступи.